# VirtueMart
VirtueMart là thành phần mở rộng cho Joomla phát triển trên nền tảng của Jommla cho phép mở rộng ứng dụng website bán hàng trực tuyến.
Cũng như Joomla, VirtueMart cũng là mã nguồn mở, được viết bằng ngôn ngữ PHP và kết nối đến cơ sở dữ liệu MySQL và đương nhiên là VirtueMart được phát triển dựa trên nền tảng của Joomla.
VirtueMart là dạng component được cài thêm vào Joomla thuộc tầng hệ thống thứ 3 Extention Tier. Chức năng chủ yếu của VirtueMart là một công cụ bao gồm tất cả các chức năng cần thiết của một website thương mại điện tử.
Hiện tại VirtueMart đã phát triển được 22 version để luôn luôn hoàn thiện và để có thể tương thích với từng phiên bản của Joomla. 
Phiên bản hiện tại(16/11/2008) là phiên bản VirtueMart 1.1.2 tương thích với Joomla phiên bản 1.0.x và 1.5.x.